# Die Motorbraut
Die Motorbraut – Liebe, Leid und Sport ist ein deutscher Spielfilm aus dem Jahr 1925.

## Handlung
Die Tochter des Großindustriellen Amberg, Eva, ist eine leidenschaftliche Motorenbauerin und mit Hans verlobt. Sie arbeitet an einem von ihr erfundenen Bootsmotor. Als eines Tages Frank, ein entflohener Häftling, ihr vor das Auto springt, gibt sie diesem Arbeit im Werk ihres Vaters. Gemeinsam vollenden sie den Motor. Bei einem großen Rennen soll der Motor seinen letzten Test auf Alltagstauglichkeit bestehen. Bei diesem Rennen fliegt der Benzintank den beiden um die Ohren, Frank kann aber Eva retten. Dabei aber wird Frank als Flüchtiger erkannt, so dass er erneut, aber diesmal mit Eva, flieht. Sie heiraten in London und gehen anschließend nach Südamerika. Dort wird Frank erneut erkannt und flüchtet ins Meer. Da er nicht wieder auftaucht, nimmt man seinen Tod an. Jahre später, Eva ist mit Hans verheiratet, kehrt der Totgeglaubte zurück. Frank merkt, dass Eva glücklich ist. Bei einer gemeinsamen Bergtour von Eva, Frank und Hans, bei der sie in Schwierigkeiten geraten, opfert sich Frank letztendlich durch seinen Freitod und rettet so Eva und Hans.

## Hintergrund
Produktionsfirma war die Eichberg-Film GmbH Berlin im Auftrag der Südfilm AG Berlin, die auch den Erstverleih übernahm. Für die Bauten war Jacques Rotmil zuständig. Die Dreharbeiten fanden vom August bis Oktober 1924 in Hamburg und am Jungfrauenjoch in der Schweiz statt.
Er hat eine Länge von sechs Akten auf 2.432 Metern, ca. 97 Minuten. Die Länge der Akte betrugen 399, 436, 402, 384, 431 und 380 Meter.
Die Uraufführung fand am 22. Januar 1925 im Marmorhaus Berlin statt.
Lilian Harvey stand hier das erste Mal vor der Kamera.

## Zensurentscheidung
Am 6. Dezember 1924 wurde die Entscheidung der Film-Prüfstelle Berlin verkündet. Der Film dürfe zwar im Deutschen Reich vorgeführt werden, aber nur unter zwei Auflagen:
1. Im Akt II, Titel 5 muss eine Sequenz herausgeschnitten werden.
Es handelt sich dabei um einen Traum von Eva Amberg: In diesem wird ein Juwelendieb beim Einbruch ins Zimmer der Schlafenden vom Vater und vom Bräutigam auf frischer Tat ertappt. Der Vater schießt auf den Übeltäter, der zudem mit einem Knüppel bewaffnet ist. Allerdings spuckt der Dieb die Kugel aus. Er schlägt den Vater nieder. Daraufhin sticht ihn Evas Bräutigam mit einem Säbel nieder. Trotzdem gelingt es dem Dieb, auch den Bräutigam niederzuschlagen. Danach haucht der Dieb das Dienstmädchen, das nun ebenfalls aufgetaucht ist, an, so dass diese plötzlich nur noch in ihrer Unterwäsche dasteht. Der Dieb flieht Eva würgend fliegend aus dem Fenster. Sie schweben über Wasser und fallen plötzlich herab, dabei würgt er Eva noch immer.
Diese Traumsequenz erscheint den Prüfern als „verrohende und entsittlichend“ geeignet, da „selbst wenn man die zum Teil humoristischen Effekte in Rechnung stellt, so bleibt doch noch so viel an Brutalitäten übrig, daß die Gefahr einer verrohenden Wirkung nicht von der Hand zu weisen“ sei.
2. Der Titel des Akt III muss entfernt werden.
Der Titel lautete „Ich erkenne Urteil und Strafe nicht an. Was ich tat war mein Recht und meine Pflicht“. Den Prüfern ging zu weit, dass der Totschlag am Verführer Evas nicht nur als Recht, sondern sogar als Pflicht dargestellt wird: „Die Wirkung muß bei weniger kritisch und gebildeten Kreisen Verwirrung über die einfachsten ethischen Begriffe einrichten und so eine entsittlichende Wirkung herbeiführen.“
Da die Eichberg-Film Beschwerde gegen diese Entscheidung einlegt, wurde der Film zwei Tage später vor der Film-Oberprüfstelle erneut vorgeführt. Anwesend dabei war Eichberg als Vertreter seiner Firma selber. Die Beschwerde hatte teilweisen Erfolg. Das Verbot des Titels des dritten Aktes wurde aufrechterhalten, allerdings durfte die Traumsequenz von nun an vorgeführt werden. Begründet wurde dieses Entscheidung damit, dass es sich bei der Traumsequenz eindeutig um eine solche handelt und es zudem erkennbar eine (erlaubte) Groteske sei.

## Kritik
Der Film-Kurier nannte Die Motorbraut einen „Publikumsfilm, wie er wohl noch längere Zeit auf das Publikum wirken wird“. Die Inszenierung Eichbergs wurde als „draufgängerisch“ bezeichnet mit einer „naiven Freude am Stoff“.
Die Filmkritische Rundschau konstatierte: „Die Handlung ist nicht gerade fesselnd. Man hat immer das Gefühl, nun könnte die Sache zu Ende sein, wenn nicht Herr Ortmann immer wieder ein neues Drama anhängt.“